# Arizona Tennis Classic 2023
L'Arizona Tennis Classic 2023 è stato un torneo maschile di tennis giocato sul cemento. È stata la 3ª edizione del torneo, facente parte della categoria Challenger 175 nell'ambito dell'ATP Challenger Tour 2023. Si è giocato al Phoenix Country Club di Phoenix, negli Stati Uniti, dal 13 al 19 marzo 2023.

## Partecipanti

### Teste di serie
| Nazionalità | Giocatore          | Ranking* | Testa di serie |
| ----------- | ------------------ | -------- | -------------- |
| Italia      | Matteo Berrettini  | 23       | 1              |
| Argentina   | Diego Schwartzman  | 38       | 2              |
| Francia     | Richard Gasquet    | 43       | 3              |
| Kazakistan  | Aleksandr Bublik   | 46       | 4              |
| Rep. Ceca   | Jiří Lehečka       | 47       | 5              |
| Svizzera    | Marc-Andrea Hüsler | 51       | 6              |
| Svezia      | Mikael Ymer        | 57       | 7              |
| Finlandia   | Emil Ruusuvuori    | 59       | 8              |

* Ranking al 6 marzo 2023.

### Altri partecipanti
I seguenti giocatori hanno ricevuto una wild card per il tabellone principale:
- Matteo Berrettini
- Diego Schwartzman
- Gaël Monfils

I seguenti giocatori sono entrati in tabellone come alternate:
- Christopher O'Connell
- Thanasi Kokkinakis
- Denis Kudla
- Radu Albot
- Roman Safiullin
- Nuno Borges
- Matteo Arnaldi
- Zhang Zhizhen

I seguenti giocatori sono passati dalle qualificazioni:
- Aleksandar Kovacevic
- Aleksandar Vukic
- Pavel Kotov
- Emilio Nava
- Jan-Lennard Struff
- Aleksandr Ševčenko

I seguenti giocatori sono entrati in tabellone come lucky loser:
- Mattia Bellucci
- Rinky Hijikata

## Punti e montepremi
| Torneo    | Torneo              | V      | F      | SF     | QF    | 2T    | 1T    | Q | Q2    | Q1  |
| Singolare | Punti               | 175    | 100    | 60     | 32    | 15    | 0     | 6 | 3     | 0   |
| Singolare | Premi in denaro ($) | 29 800 | 17 550 | 10 395 | 6 050 | 3 560 | 2 155 | – | 1,075 | 540 |
| Doppio    | Punti               | 175    | 100    | 60     | 32    | –     | 0     | – | –     | –   |
| Doppio    | Premi in denaro ($) | 12 840 | 7 460  | 4 475  | 2 650 | –     | 1,490 | – | –     | –   |

## Campioni

### Singolare
Nuno Borges ha sconfitto in finale  Aleksandr Ševčenko con il punteggio di 4–6, 6–2, 6–1.

### Doppio
Nathaniel Lammons /  Jackson Withrow hanno sconfitto in finale  Hugo Nys /  Jan Zieliński con il punteggio di 6(1)–7, 6–4, [10–8].